# Заповідник Ньяса
Заповідник Ньяса — природний заповідник у провінціях Кабо-Дельгадо та Ньяса, Мозамбік. Охоплюючи понад 42,000 км², це найбільша охоронна територія в країні та одна з найбільших у світі. Заповідник є частиною Транскордонної природоохоронної території та пов’язаний із танзанійським заповідником Лувіка-Лумесуле. З 2005 року заповідна територія вважається заповідником левів. Північну межу утворює річка Ровума, яка також є кордоном з Танзанією. 
Заснований в 1954 році, коли Мозамбік ще був португальською Східною Африкою, Ньяса не отримав ефективного захисту до кінця громадянської війни в Мозамбіку. Відтоді уряд Мозамбіку встановив системи управління, щоб захистити екологію північного Мозамбіку.
Найвища гора заповідника гора Мекула (1,441 м).

## Флора
Ньяса є частиною екосистеми східних лісів міомбо, які також охоплюють частини Танзанії та Малаві. Заповідник є одним із найбільших лісових заповідників міомбо у світі, де ліс міомбо займає половину заповідника. Решта — переважно відкрита савана з деякими заболоченими угіддями та окремими ділянками лісу. В заповіднику нараховується 191 вид дерев і кущів.

## Фауна
В заповіднику Ньяса нараховується понад 400 видів птахів. Заповідник відомий популяцією африканських диких собак, яких тут налічує понад 350 особин, що є значним показником для зникаючого виду, глобальна популяція якого оцінюється в менше ніж 7000 особин. У Ньясі мешкає понад 12 000 чорних шаблерогів, 16 000 слонів і великі популяції капських буйволів, імпал, гну, зебр і леопардів. У цій місцевості є три ендемічні види —антилопа гну Ніасса, зебра Бема та імпала Джонстона.